# Capa de Màrkov

En una xarxa bayesiana, el límit de Màrkov del node A inclou els seus pares, fills i els altres pares de tots els seus fills.

En estadística i aprenentatge automàtic, quan es vol inferir una variable aleatòria amb un conjunt de variables, normalment n'hi ha prou amb un subconjunt i altres variables no serveixen per a res. Aquest subconjunt que conté tota la informació útil s'anomena capa de Màrkov. Si una capa de Màrkov és mínima, el que significa que no pot deixar cap variable sense perdre informació, s'anomena límit de Màrkov. Identificar una capa de Màrkov o un límit de Màrkov ajuda a extreure funcions útils. Els termes de Màrkov blanket i Màrkov boundary van ser encunyats per Judea Pearl el 1988. Una capa de Màrkov pot estar constituïda per un conjunt de cadenes de Màrkov.

## Màrkov blanket
Una capa de Màrkov d'una variable aleatòria {\displaystyle Y} en un conjunt de variables aleatòries{\displaystyle {\mathcal {S}}=\{X_{1},\ldots ,X_{n}\}} és qualsevol subconjunt{\displaystyle {\mathcal {S}}_{1}} of {\displaystyle {\mathcal {S}}}, condicionat a què altres variables siguin independents amb {\displaystyle Y}:{\displaystyle Y\perp \!\!\!\perp {\mathcal {S}}\backslash {\mathcal {S}}_{1}\mid {\mathcal {S}}_{1}.}Vol dir que {\displaystyle {\mathcal {S}}_{1}}conté almenys tota la informació que cal inferir {\displaystyle Y},on les variables a {\displaystyle {\mathcal {S}}\backslash {\mathcal {S}}_{1}}són redundants.

## Límit de Màrkov
El límit de Màrkov sempre existeix. En algunes condicions suaus, el límit de Màrkov és únic. Tanmateix, per a la majoria dels escenaris pràctics i teòrics, múltiples límits de Màrkov poden proporcionar solucions alternatives. Quan hi ha múltiples límits de Màrkov, les quantitats que mesuren l'efecte causal podrien fallar.